# Kaap Serdtse-Kamen
Kaap Serdtse-Kamen (Russisch: мыс Сердце-Камень) is een kaap op de noordoostelijke kust van de Russische autonome okroeg Tsjoekotka (district Tsjoekotski) ten zuiden van de Tsjoektsjenzee, die hier een scherpe bocht maakt naar het zuidoosten in de richting van de Beringstraat. De kaap bevindt zich op ongeveer 130 kilometer ten westen van Kaap Dezjnjov, ongeveer 125 kilometer ten oosten van de Koljoetsjinbaai en ongeveer 30 kilometer ten oosten van het oostpunt van de Neskenpilgynlagune.

## Geografie
De kaap vormt het oostelijke uiteinde van de berg Tykgagtetan (440 meter). Ten noordwesten van de kaap bevinden zich achtereenvolgens de kapen Oevelentyn, Kitsetoen en Ninveren en ten zuidzuidwesten de kapen Soelyn, Kengoemen en Iajakyn. Bij Kaap Netten verder naar het noordwesten bevindt zich het gesloten poolstation Netten (waar nog wel een Tsjoektsjisch gezin woont) en ten zuidoosten daarvan het dorpje Enoermino. Op 130 kilometer ten oosten van de kaap ligt (nabij Kaap Dezjnjov) de oostelijkste plaats van Tsjoekotka; Oeëlen.

## Naam en geschiedenis
De naam Sertse-Kamen ("hartsteen") werd gegeven door Kozakken-zemleprochodtsy vanwege haar gelijkenis met het menselijk hart.
Niet ver van de kaap zonk in 1934 het stoomschip Tsjeljoeskin tijdens haar tocht over de Noordoostelijke Doorvaart, waarop de overlevenden op de kaap werden opgevangen. In 2006 werd het schip teruggevonden op een diepte van 50 meter op de zeebodem.

## Ecologie
De kaap en het gebied eromheen vormt een natuurlijk leefgebied van de Stellers albatros (Phoebastria albatrus). Er nestelen ongeveer 60 paartjes kleine burgemeesters (Larus glaucoides) en verder pelagische aalscholvers (Phalacrocorax pelagicus) en gehoornde papegaaiduikers (Fratercula corniculata). Nabij de kaap worden vaak Groenlandse walvissen (Balaena mysticetus) waargenomen. De kaap zelf vormt de plek van de belangrijkste kolonie pacifische walrussen (Odobenus rosmarus divirgens), die hier met duizenden tegelijk verblijven van september tot eind november. Hun aantallen worden gemonitord door TsjoekotTinro (Tsjoekotse afdeling van het federale Wetenschappelijk Instituut voor Visserij in de Grote Oceaan; TINRO). Wetenschappers opperden in 2009 de instelling van een zakaznik rond de kaap om de walruspopulatie beter te beschermen.